# Opération Balsam
Théâtre d'Asie du Sud-Est de la Guerre du Pacifique
Batailles
- Opération Cockpit
- Opération Transom
- Opération Matterhorn (Pelembang - Kuala Lumpur)
- Bombardements de Bangkok (1942-45)
- Bombardements de Singapour (1944-45)
- Opération Crimson
- Opération Banquet (Padang)
- Opération Light
- Opération Millet
- Opération Outflank (Robson - Lentil - Meridian)
- Opération Sunfish
- Opération Bishop
- Opération Balsam
- Opération Collie
- Opération Livery

L' Opération Balsam était une opération aéronavale britannique pendant la Seconde Guerre mondiale dans l'océan Indien, du 10 au 20 juin 1945, sous le commandement du commodore Geoffrey Oliver (en). Pour la troisième d'une série de missions similaires, les objectifs ont été les bombardements navals et des frappes aériennes sur des terrains d'aviation de Lhokseumawe, de Medan et de Binjai à Sumatra, les navires japonais dans le détroit de Malacca, et de la reconnaissance aérienne pour la préparation de diverses opérations contre les forces d'occupation japonaises en Malaisie et aux Indes orientales néerlandaises.

## Force mise en œuvre

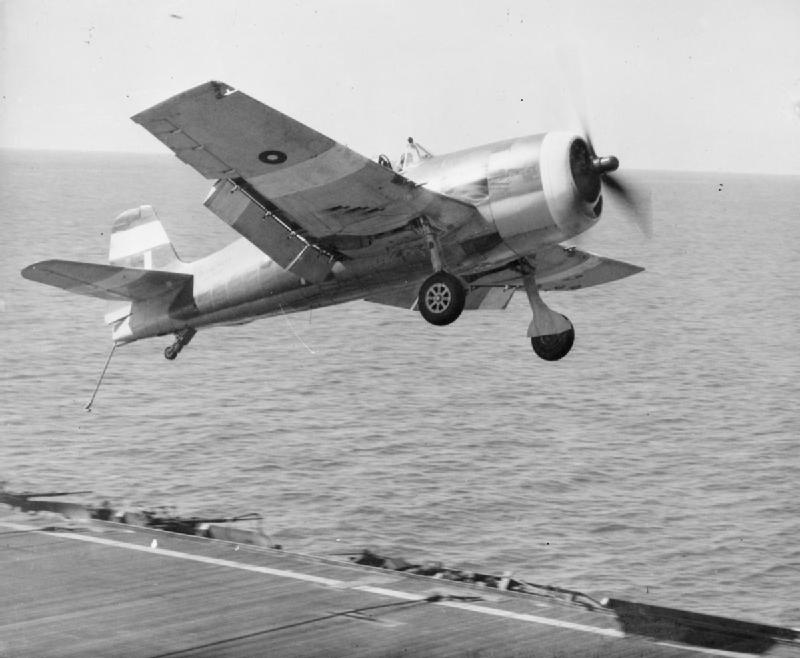
Grumman Hellcat décollant du HMS Ameer

Les forces navales impliquées sont partis de Trincomalee le 14 juin 1945. Les navires de la Force 63 impliqués comprenaient :
- les porte-avions d'escorte HMS Stalker, HMS Khedive et HMS Ameer,
- les croiseurs HMS Suffolk et HMS Royalist,
- les destroyers HMS Rotherham, HMS Relentless, HMS Redoubt, HMS Roebuck et HMS Racehorse.

Les avions transportés comprenaient les chasseurs Grumman F6F Hellcat du 804e Escadron et du 808e Escadron , et les chasseurs Supermarine Seafire du 809e Escadron.

## Détail opérationnel
Les vols ont été limités à la reconnaissance photographique du sud de la Malaisie pendant les premiers jours de l'opération active, les 18 et 19 juin. Le 20 juin, les chasseurs-bombardiers se sont engagés dans leurs premières sorties offensives contre les aérodromes de Lhokseumawe, Medan et Binjai et les attaques contre des avions au sol ont entraîné la destruction de trois, sept incendiés et probablement détruits et neuf endommagés.
Les pistes ont été mises hors service, les bâtiments, les installations, les hangars, les locomotives, le matériel roulant. Il n'y avait pas d'opposition aérienne ennemie, mais un Hellcat a été touché par la flak au-dessus de Medan. Le pilote était le commandant du 808e Air Naval Squadron, le lieutenant Wheatley, C'était son premier vol après avoir pris le commandement de l'escadron.